# Јесе Пулјујерви
Јесе Пулјујерви (фин. Jesse Puljujärvi — Елвкарлеби, 7. мај 1998) професионални је фински хокејаш на леду који игра на позицијама деснокрилног нападача.
Члан је сениорске репрезентације Финске за коју је на међународној сцени дебитовао на светском првенству 2017. године.

## Каријера
Пулјујерви је играчку каријеру започео у екипи Керпета из Оулуа за чији први тим је дебитовао током сезоне 2014/15. у финској лиги. Током дебитантске сениорске сезоне одиграо је 21 утакмицу и остварио учинак од 11 поена (4 гола и 7 асистенција). Већ следеће сезоне одиграо је све утакмице за керпет и поправио свој учинак на укупно 17 голова и 20 асистенција.
Пулјујерви је учествовао на улазном драфту НХЛ лиге 2015. и тамо је изабран као 4. пик у првој рунди од стране Едмонтон ојлерса. Годину дана касније потписао је први трогодишњи уговор са Ојлерсима, а за свој нови тим дебитовао је већ у првој утакмици сезоне играној 12. октобра. Занимљиво је да се приликом бирања бројева на дресовима одлучио за број 98, поставши тако првим играчем у целој лиги који наступа под тим бројем још од 1985. године. У дебитантској сезони за Ојлерсе је одиграо 28 утакмица и остварио учинак од 8 поена (1 гол и 7 асистенција), док је остатак сезоне играо за њихов развојни тим, Бејкерсфилд кондорсе.

### Репрезентативна каријера
Пре него што је дебитовао за сениорску репрезентацију Финске на светском првенству 2017, Пулјујерви је играо за све млађе репрезентације Финске.
Током 2016. године играо је у дресу Финске на светским првенствима за играче до 18 и до 20 година старости и на оба првенства са својим тимом освојио златне медаље. На светском првенству за играче до 20 година играном 2016. у Финској, Пулјујерви је на 7 одиграних утакмица постигао 5 голова и чак 12 асистенција и са учинком од 17 поена постао је други најефикаснији играч у историји светских првенстава у тој узрасној категорији, одмах после Јаромира Јагра (и изједначио рекорде Вејна Грецког и Ерика Линдроса).